# Lamudur
Lamudur is een bestuurslaag in het regentschap Belu van de provincie Oost-Nusa Tenggara, Indonesië. Lamudur telt 915 inwoners (volkstelling 2010).